# Cyrus Eaton
Cyrus Stephen Eaton (Pugwash, Kanada, 1883. december 27. – Northfield, Ohio, USA, 1979. május 9.) kanadai-amerikai pénzügyi szakember, sikeres filantróp üzletember és iparmágnás.

## Élete
Eaton Cyrus, a kanadai, Új-Skócia tartományban élő farmercsaládba született, de később átvándorolt az Amerikai Egyesült Államokba, ahol felvette az állampolgárságot. A pályafutását az id. John D. Rockefeller birodalmához szegődve kezdte el s végül sikeres pénzmágnás lett a közművek, az acél, a bankok, a vasutak, a bányák és a festékipar terén. Eatonnak voltak érdekeltségei a Republic Acél Részvénytársaság-, az Otis és Társai-, a Sherwin-Williams Részvénytársaság-, a Baltimore és Ohio Vasúttársaság-, a Chesapeake és Ohio Vasúttársaságban és különböző közművekben, mind Kanadában, mind az Egyesült Államokban. Közéletben a béke érdekében és a kommunista tábor támogatása miatti szerepéért a Szovjetunió a Nemzetközi Lenin-békedíjjal tüntette ki. A hidegháborús korszak egyik jellegzetes szovjetbarát arca hosszú életet élt, hiszen 96 éves korában halt meg otthonában.

## Közéleti tevékenysége
Fiának vállalata, a Tower International, Inc. összefogott a Rockefeller-testvérek üzleti társaságával, hogy kiépítsék a kereskedelmi árucserét a kommunista tömb és az Egyesült Államok, Kanada, valamint Latin-Amerika között. Annak az elgondolásnak volt a rendíthetetlen híve, hogy a Szovjetuniót és az Egyesült Államokat egyesíteni kell, valamint a vörös Kína elfogadásán munkálkodott. Akárcsak Cyrus hitsorsosa, a többszörös milliárdos amerikai állampolgár Armand Hammer, ő is vendégül látta a fontosabb hivatalos kommunista személyiségeket, valahányszor ellátogattak az Egyesült Államokba, és jómaga is gyakori vendég volt a kommunista vasfüggöny mögötti országokban.
Híres felajánlása volt, hogy amikor a Russell-Einstein-manifesztumot a hidegháború közepén 1955. július 9-én Bertrand Russell közzétette, akkor Eaton kezdeményezésére szerveződött konferencia, amelyet Pugwash-ban Új-Skóciában hívtak össze. A világ legismertebb atomtudósai közül húsznál többen jelentek meg. Részt vettek tudósok az Egyesült Államokból, Kanadából, Ausztráliából, Franciaországból, Japánból, Egyesült Királyságból, Ausztriából, a kommunista oldalon állók közül Lengyelországból, Kínából és természetesen a Szovjetunióból is. Azóta egy tucatnál több „Pugwash-konferenciát” rendeztek meg a világ különböző részeiben, beleértve a kommunista országokat is. Mindegyiken részt vett az amerikai kormány egynéhány magas beosztású tisztviselője is. A tárgyalások jelentős része ugyanis arról szólt, hogy milyen úton-módon lehetne korlátozni az Egyesült Államok atomfegyverkezését.